# Hans Hansen Rosborg
Hans Hansen Rosborg (ca. 1670 på Rosborggård i Mønsted Sogn – 1752 sammesteds (begravet 24. januar) var en dansk godsejer.
Han var født på gården Rosborg i Mønsted Sogn (mellem Viborg og Holstebro), som hans forældre ejede. I sin ungdom gik han i Viborg Latinskole. Sammen med en yngre broder, Jacob Rosborg, overtog han fædrenegården, der blev ombygget, udvidet ved tilkøbt gods og kaldet Rosborggård. Efter at have været forpagter på Norringgård købte han i 1716 en del gods i Grundfør Sogn, deriblandt Harrildsmark, af hvilket han oprettede hovedgården Haraldslund. Fra 1733 havde han hovedgården Frisholt (nu Ormstrup) i forpagtning og kunne i 1737 købe den på auktion for 14.000 rigsdaler kontant. Året efter blev han tillige ejer af gården Højris i Hammerum Herred, og samtidig var han i mange år skatteforpagter for flere amter i Jylland. Rosborgs trættekærhed og pengebegærlighed førte ham i uafladelige processer med hans omgivelser, og han var kendt som en hård herre for sine bønder. Han døde på Rosborggård 1752 (begravet 24. januar), 82 år gammel. Hans hustru hed Helle Madsdatter.